# Mario Bazina
Mario Bazina (* 8. září 1975, Mostar, Jugoslávie) je bývalý chorvatský fotbalový záložník a reprezentant. V roce 2005 získal v Rakousku ocenění Fotbalista roku.

## Klubová kariéra
Mario se narodil v Bosně a Hercegovině v Mostaru a hrál zde fotbal v mládežnických týmech klubů NK Široki Brijeg a FK Velež Mostar. Po vypuknutí války v Jugoslávii se s rodiči přestěhoval do chorvatského Splitu. Tady pokračoval s kopanou v Hajduku Split. Poté působil v NK Hrvatski dragovoljac a Dinamu Záhřeb, než v roce 2001 zamířil do Rakouska, kde získal řadu trofejí a později ukončil fotbalovou kariéru.

## Reprezentační kariéra
Reprezentoval Chorvatsko v mládežnických kategoriích.
Za chorvatský národní A-tým debutoval 21. srpna 2002 v přátelském domácím utkání s Walesem. Šel do hry v 60. minutě za stavu 0:1, Chorvaté nakonec dokázali vybojovat remízu 1:1. Byl to jeho jediný zápas v A-mužstvu.